# Mathieu de Montreuil
Mathieu de Montreuil, dit aussi Mathieu de Montereuil, né à Paris en 1620 et mort à Aix-en-Provence le 21 août 1691, est un poète français. 
Frère de l'académicien Jean de Montereul, il fut abbé et secrétaire de Daniel de Cosnac, archevêque d'Aix.
Les traits de Mathieu de Montreuil nous sont restitués dans un portrait gravé par François Robert Ingouf et conservé au château de Versailles.

## Publications
- Les Œuvres de Monsieur de Montreuil, 1666 Texte en ligne
- Les Poésies diverses de Mathieu de Montereuil, 1671
- Lettre de M. l'abbé de M. contenant le voyage de la cour vers la frontière d'Espagne, contenu dans Recueil de quelques pièces nouvelles et galantes, tant en prose qu'en vers, 1680 Texte en ligne
- Poésies de M. de Montreuil, augmentées de pièces inédites, publiées avec préface et notes par Octave Uzanne, 1871
- Stances, madrigaux, lettre de M. de Montreuil, 1922